# Futbol Club Barcelona 1977-1978
Questa voce raccoglie le informazioni riguardanti il Futbol Club Barcelona nelle competizioni ufficiali della stagione 1977-1978.

## Rosa
| N. |                        | Ruolo | Calciatore         |
| -- | ---------------------- | ----- | ------------------ |
|    | Spagna (bandiera)      | P     | Pedro María Artola |
|    | Spagna (bandiera)      | P     | Pere Valentí Mora  |
|    | Spagna (bandiera)      | D     | Antonio de la Cruz |
|    | Spagna (bandiera)      | D     | Antonio Olmo       |
|    | Spagna (bandiera)      | D     | Migueli            |
|    | Argentina (bandiera)   | D     | Rafael Zuviría     |
|    | Spagna (bandiera)      | D     | José Antonio Ramos |
|    | Spagna (bandiera)      | D     | Quique Costas      |
|    | Spagna (bandiera)      | D     | Juanjo             |
|    | Spagna (bandiera)      | C     | Juan Manuel Asensi |
|    | Spagna (bandiera)      | C     | Tente Sánchez      |
|    | Paesi Bassi (bandiera) | C     | Johan Neeskens     |

| N. |                        | Ruolo | Calciatore                 |
| -- | ---------------------- | ----- | -------------------------- |
|    | Spagna (bandiera)      | C     | Jorge Carreño Padilla      |
|    | Spagna (bandiera)      | C     | Joan Vilà Bosch            |
|    | Spagna (bandiera)      | C     | José Cirilo Macizo Cañadas |
|    | Uruguay (bandiera)     | C     | Alfredo Amarillo           |
|    | Paesi Bassi (bandiera) | A     | Johan Cruijff              |
|    | Spagna (bandiera)      | A     | Carles Rexach              |
|    | Spagna (bandiera)      | A     | Manuel Clarés              |
|    | Spagna (bandiera)      | A     | Francisco Fortes Calvo     |
|    | Spagna (bandiera)      | A     | Esteban Vigo               |
|    | Argentina (bandiera)   | A     | Juan Carlos Heredia        |
|    | Brasile (bandiera)     | A     | Bio                        |